# Вожойка (притока Іжа)
Вожо́йка (Важоїха; рос. Вожойка, Важоиха) — річка в Якшур-Бодьїнському районі Удмуртії, Росія, ліва притока Іжа.
Довжина річки становить 16 км. Бере початок на крайньому півдні Якшур-Бодьїнського району за 2 км на північний захід від починку Мирний на кордоні із Зав'яловським районом. Протікає спочатку на північний захід, а з середини течії повертає на південний захід. Впадає до Іжа майже на кордоні із Зав'яловським районом.
Течія річки повністю проходить через лісові масиви. Приймає декілька дрібних приток. За 2 км від гирла на річці раніше розташовувався присілок Стара Вожойка, де через річку збудовано автомобільний міст і проходить федеральна автомобільна траса Р-321.